# Curia (distrito)
Curia (Kuria) foi um distrito (vilaiete) do Quênia da extinta província de Nianza com sede em Queancha. Seu território hoje faz parte do condado de Migori.